# يوكو ناغاشيما
يوكو ناغاشيما (باليابانية: 永島由子) هي ممثلة أداء صوتي يابانية ولدت في يوم 3 يوليو 1970 في مدينة أوساكا في اليابان، أبرز المسلسلات التي مثلت بها هو مسلسل سلام دانك ومسلسل إس-كري-إد و سانت سيا و ون بيس بدور أبريل ومسلسل صانع السلام ومسلسل ناروتو بدور تسوباكي.

## روابط خارجية
- يوكو ناغاشيما على موقع IMDb (الإنجليزية)
- يوكو ناغاشيما على موقع ألو سيني (الفرنسية)
- يوكو ناغاشيما على موقع ميوزك برينز (الإنجليزية)
- يوكو ناغاشيما على موقع قاعدة بيانات الفيلم (الإنجليزية)
- يوكو ناغاشيما على موقع ANN person (الإنجليزية)